# أراوكاريا
أراوكاريا هي بلدية في البرازيل، تتبع بارانا، بلغ عدد سكانها 119٬123  نسمة، في 2010، تبلغ مساحتها 469٫166 كيلومتر مربع.

## الموقع
تشترك في الحدود مع:
- Balsa Nova [الإنجليزية]‏
- Contenda [الإنجليزية]‏.